# Гарсель-Секвиль
Гарсе́ль-Секви́ль (фр. Garcelles-Secqueville) — коммуна во Франции, находится в регионе Нижняя Нормандия. Департамент коммуны — Кальвадос. Входит в состав кантона Бургебюс. Округ коммуны — Кан.
Код INSEE коммуны — 14294.

## Население
Население коммуны на 2010 год составляло 770 человек.
| 1962 | 1968 | 1975 | 1982 | 1990 | 1999 | 2010 |
| ---- | ---- | ---- | ---- | ---- | ---- | ---- |
| 297  | 318  | 296  | 301  | 408  | 505  | 770  |

## Экономика
В 2010 году среди 506 человек трудоспособного возраста (15—64 лет) 403 были экономически активными, 103 — неактивными (показатель активности — 79,6 %, в 1999 году было 74,7 %). Из 403 активных жителей работали 376 человек (200 мужчин и 176 женщин), безработных было 27 (16 мужчин и 11 женщин). Среди 103 неактивных 43 человека были учениками или студентами, 39 — пенсионерами, 21 были неактивными по другим причинам.